# Ямал (півострів)

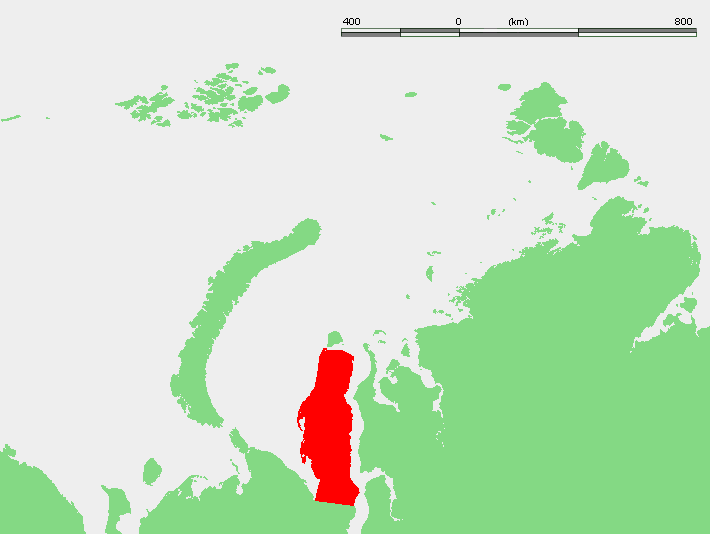
Червоним на мапі відмічено півострів Ямал.

Яма́л — півострів на півночі Західного Сибіру.

## Географічне розташування
Півострів Ямал вдається в Карське море між Байдарацькою та Обською губами.
Довжина півострова — 750 км, ширина — до 240 км. Площа становить майже 122 тис. км².
В адміністративному плані Ямал розташований в межах Ямало-Ненецького автономного округу Тюменської області Російської Федерації.

## Природа і копалини
На Ямалі переважають рівнини. Поширена багаторічна мерзлота. Річки короткі, повноводні, багато озер та боліт.
На півночі півострова — тундрові ландшафти, на півдні — лісотундрові.
На Ямалі значні поклади природного газу.

## Економіка і населення
Традиційне населення Ямалу — ненці та ханти, головним заняттям яких є оленярство (поголів'я свійських північних оленів становить приблизно півмільйона голів) і рибальство.
Російський газовий монополіст Газпром планує до 2011—2012 років розпочати розробку Бованенковського газосховища.
Улітку 2007 року на Ямалі місцевий оленяр знайшов рештки молодого мамонта, що добре збереглися і вік яких складає щонайменше 10 тис. років.
На узбережжі Обської губи — Новий Порт.

## Джерело
- Українська радянська енциклопедія : у 12 т. / гол. ред. М. П. Бажан ; редкол.: О. К. Антонов та ін. — 2-ге вид. — К. : Головна редакція УРЕ, 1974–1985., Том 12, К., 1985, стор. 507